# Studebaker Avanti
La Studebaker Avanti è una coupé sportiva costruita dalla Studebaker Corporation di South Bend nell'Indiana dal 1962 al 1963.

## Descrizione
Venne progettata da una squadra di progettisti con a capo il famoso disegnatore industriale Raymond Loewy che, tra le altre cose, aveva disegnato per la Coca-Cola i distributori automatici e altre attrezzature destinate alla vendita. Alla fine ne risultò un progetto dall'estetica completamente nuova e dal design radicale.

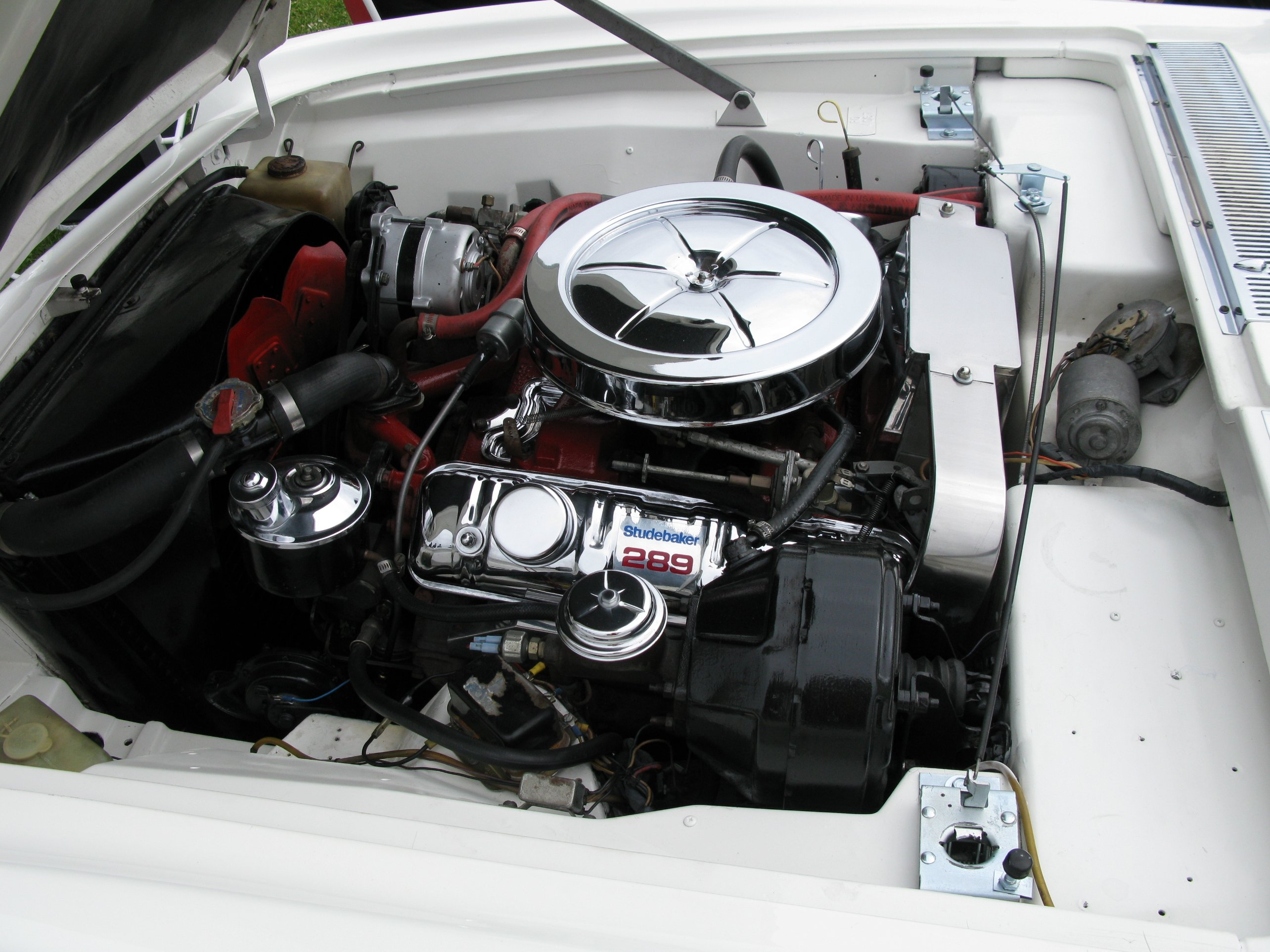
Il motore

La carrozzeria era realizzata in poliestere rinforzato con fibra di vetro. Sotto questa superficie però, a causa della situazione finanziaria nella quale versava la Studebaker, alla base rimaneva il telaio della Studebaker Lark Daytona che datava al 1953. Il motore disponibile era lo Studebaker small-block V8 di 4737 cm³ alimentato con un carburatore quadricorpo invertito Stromberg, in versione aspirata (Jet Thrust) o sovralimentata, con compressore centrifugo monostadio Mc Culloch (Super Jet Thrust). La potenza variava dai 235 ai 260 hp (SAE). Come dimensioni la vettura era molto simile alla Ford Mustang e nella versione sovralimentata era in grado di accelerare da 0 a 100 km/h in meno di 8 secondi e di raggiungere una velocità di oltre 240 km/h.
Ne furono prodotte solo 4.643 prima che la Studebaker chiudesse i suoi impianti di South Bend. La storia dell'Avanti però non si concluse con l'uscita della Studebaker dal mercato automobilistico. Due suoi concessionari di South Bend, Nate Altman e Leo Newman, acquistarono dalla casa il marchio Avanti, gli stampi, tutte le parti rimanenti, gli attrezzi e anche una parte dello stabilimento per continuarne la produzione. Con loro collaborava anche Eugene Harding, già ingegnere della Studebaker.

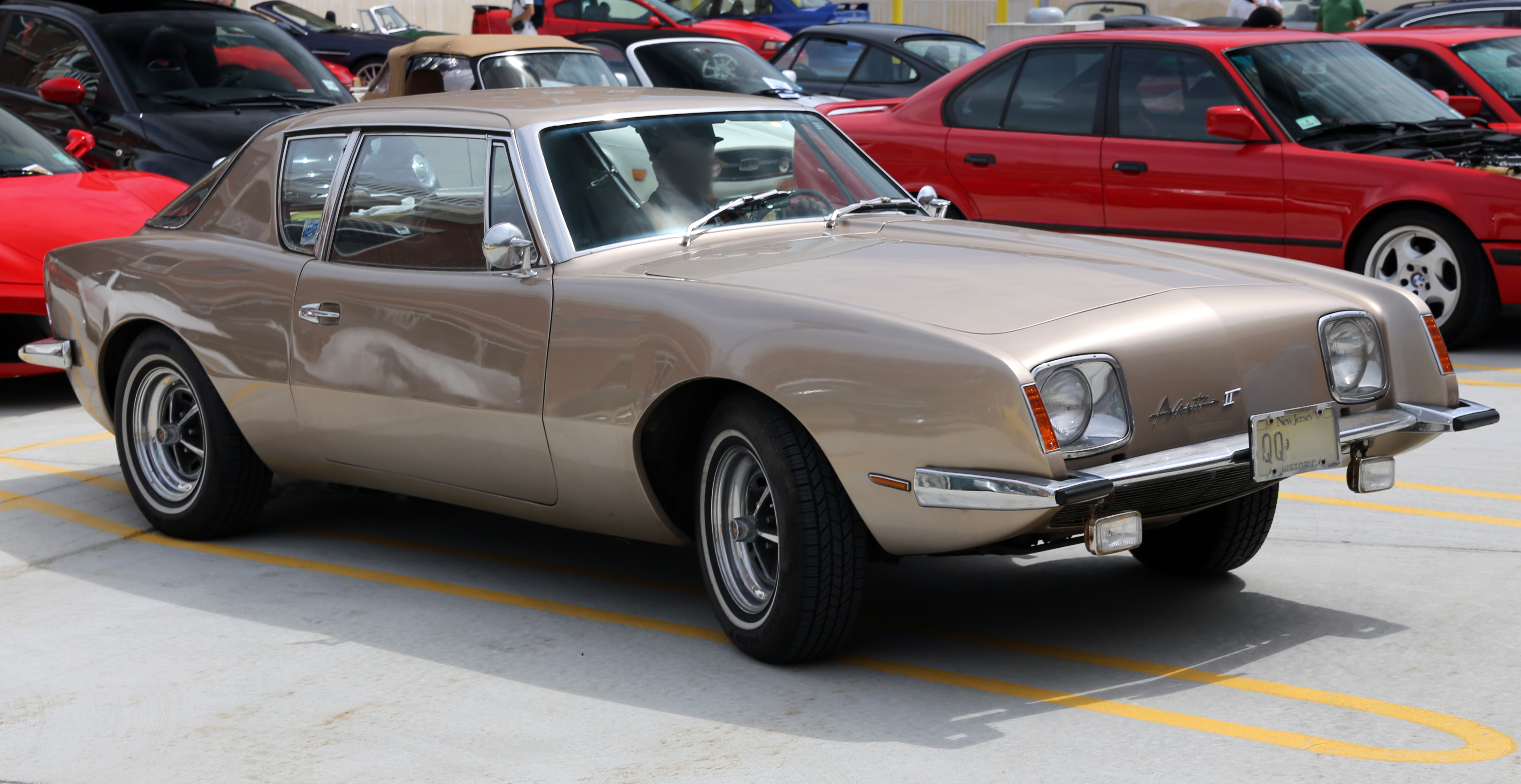
Una Studebaker Avanti II del 1967

Nacque quindi la Avanti II. Dotata di un motore Chevrolet Corvette aspirato da 5,4 L (327 in³), molto più leggero del precedente. La vettura veniva costruita completamente a mano. Dal 1966 al 1975 sono stati prodotti solo 909 esemplari della vettura.
Nei primi anni ottanta la società Avanti venne acquistata da Stephen Blake. La macchina venne dotata di un più moderno telaio con sospensioni indipendenti e ne venne realizzato anche un modello decappottabile. La Società di Blake però dichiarò bancarotta nel 1986. La ditta venne allora acquistata da Michael Kelly che spostò la produzione a Youngstown in Ohio. La nuova società proseguì la vendita dell'Avanti fino, approssimativamente, al 1991.
Dopo questa data ci furono altri tentativi di far rivivere la produzione delle Avanti, e sembra che pezzi di ricambio per queste vetture siano stati prodotti fino al 1999.